# Racketlon
Le racketlon est une discipline sportive originaire de Scandinavie qui agrège les quatre sports de raquette olympiques (tennis de table, badminton, squash et tennis) - d'où son nom, formé de racket + lon, par analogie avec triathlon, décathlon, etc.
Le premier tournoi sous le nom de racketlon a lieu en Suède en 1990.
Il existe une fédération internationale et près de 40 fédérations nationales.

## Histoire
Le racketlon est une discipline qui prend ses racines en Scandinavie. En 1986, les Finlandais, sous l'impulsion des quatre fédérations concernées, créent le "Mailapelit" (jeu de raquettes) et organisent dans la foulée une première compétition à Helsinki. Trois ans plus tard, en 1989, les Suédois, sous l’impulsion de Peter Landberg, créent leur propre tournoi "4 raquettes", puis l'année suivante organisent le premier Tournoi National de racketlon (le mot est inventé à cette occasion) de Suède qui rassemble plus de 200 joueurs. En 1994, après concertation entre Finlandais et Suédois, les règles du racketlon se stabilisent dans le format actuel de 4 sets de 21 points.
Le premier Open International de racketlon est organisé à Göteborg (Suède) en 2001. Ce championnat du monde officieux a réuni des athlètes de 6 pays européens (Finlande, Suède, Allemagne, Bulgarie, Écosse et France). L'année suivante, qui voit la création de la Fédération Internationale de Racketlon (FIR), sont organisés les premiers championnats du monde officiels à Göteborg. À partir de 2003, un circuit international est mis en place.

## Les règles

### Principes du racketlon
Un match de racketlon se déroule en 4 manches de 21 points (mode tie-break et 2 points d’écart), un par sport dans l’ordre suivant : tennis de table – badminton – squash – tennis (de la "balle" la plus légère à la plus lourde).
Le gagnant est le joueur qui totalise le plus de points à la fin des 4 manches.
En cas d’égalité à l’issue des quatre sports, intervient le «petit bras» ou point décisif qui se joue au tennis. Un nouveau tirage au sort est effectué et le vainqueur du tirage choisit qui sert, sachant que le serveur n’a droit  exceptionnellement qu’à un seul service (pas de 2nde balle de service). Le perdant du tirage au sort choisira le côté du service, et chaque équipe décide qui sert et qui reçoit. Les joueurs gardent le même côté du terrain.

### Déroulé des rencontres
Le tirage au sort se fait en début de rencontre : le gagnant choisit l’ordre du service et de la réception. Le joueur qui sert au tennis de table, reçoit au badminton, sert au squash et enfin reçoit au tennis. Pour chaque sport, le receveur choisit le côté.
Quel que soit le sport, au racketlon, chaque joueur sert 2 fois (à droite puis à gauche). Spécificité : au tennis de table, le service en simple se fait depuis n’importe quel endroit de la table. En cas d’égalité à 20-20, chaque joueur sert 1 fois à droite (puis 1 fois à gauche si 21-21 et ainsi de suite).
Tous les points comptent (format tie-break), il n'y a pas de nécessité d'avoir le service pour marquer. L'échauffement dure 3 minutes au début de chaque sport et l'intervalle entre les sports est de 3 minutes.

## Le racketlon à l'international

### Circuit international
Dans le cadre de la fédération internationale de racketlon (FIR), un circuit de tournois a été mis en place. En 2025, 18 tournois sont prévus dont les championnats du monde de simple et par équipe qui se tiendront Rotterdam et accueilleront environ 500 joueurs provenant d'une trentaine de nations. Le classement international est mis à jour tous les mois sur le site de la fédération internationale.

### Légendes du racketlon
Chez les hommes, le danois Jesper Ratzer fait figure de légende de la discipline compte tenu de son palmarès exceptionnel et de son invincibilité. Côté palmarès, Jesper Ratzer est sextuple champion du monde en simple hommes, double champion du monde en double hommes et double mixte. Côté invincibilité, Jesper Ratzer, à partir de 2014 a gagné les 119 matchs de simple qu'il a disputés. Seuls deux joueurs (Sylvain Ternon et Kasper Jønsson) l'ont poussé jusqu'à la fin du tennis. Son niveau exceptionnel était fondé sur un niveau équivalent top 50 français au badminton et équivalent 30ème français au squash (avec un tennis de table équivalent niveau 15 et un tennis niveau 15 également).

Jesper Ratzer a enchainé entre 2014 et 2021 119 victoires consécutives.

Chez les femmes, l'autrichienne Christine Seehofer est la joueuse la plus titrée de l'histoire du racketlon: triple championne du monde de simple, quintuple championne de double et triple championne du monde de mixte. Son niveau était fondé sur une très grande polyvalence dans les 4 sports (environ niveau 2ème série au badminton, squash et tennis).

Christine Seehofer détient 11 titres mondiaux.

### Meilleurs joueurs et joueuses actuels
Chez les hommes, depuis 2022 le circuit est dominé par les frères Griffith (Leon et Luke) en provenance d'Angleterre. Luke Griffith qui est le champion du monde en titre domine grâce à son niveau au badminton (équivalent top 200 français), squash (équivalent deuxième série) et tennis (équivalent 2/6). Son grand frère Léon possède un profil proche (meilleur au badminton mais plus faible au tennis). Les challengers actuels sont notamment le Français Sylvain Ternon (spécialité badminton), le Néerlandais Koen Hageraats (spécialité tennis de table) et le Finlandais Henrik Mustonen qui a été 35e mondial au squash.

Luke Griffith est actuellement le meilleur joueur du monde.

Chez les femmes, le circuit international est très disputé, plusieurs joueuses ont un niveau proche: Myriam Enmer, Stine Jacobsen, Nathalie Vogel, Anna-Klara Ahlmer, Astrid Reimer-Kern et Pauline Cavé.

### Palmarès des championnats du monde élite

#### Simple

##### Simple hommes
| Année | Or                | Argent               | Bronze               |
| ----- | ----------------- | -------------------- | -------------------- |
| 2024  | Luke Griffith     | Sylvain Ternon       | Jesper Ratzer        |
| 2023  | Luke Griffith     | Leon Griffith        | Koen Hageraats       |
| 2022  | Luke Griffith     | Koen Hageraats       | Leon Griffith        |
| 2021  | Jesper Ratzer     | Leon Griffith        | Morten Jaksland      |
| 2019  | Jesper Ratzer     | Morten Jaksland      | Arnaud Génin         |
| 2018  | Jesper Ratzer     | Lukas Windischberger | Leon Griffith        |
| 2016  | Jesper Ratzer     | Kasper Jønsson       | Lukas Windischberger |
| 2014  | Jesper Ratzer     | Kasper Jønsson       | Stefan Adamsson      |
| 2013  | Jesper Ratzer     | Kasper Jønsson       | Calum Reid           |
| 2012  | Stefan Adamsson   | Kasper Jønsson       | Jesper Ratzer        |
| 2011  | Calum Reid        | Jesper Ratzer        | Stefan Adamsson      |
| 2010  | Mikko Kärkkäinnen | Christoph Krenn      | Ismo Rönkkö          |
| 2009  | Christoph Krenn   | Mikko Kärkkäinnen    | Joey Schubert        |
| 2008  | Mikko Kärkkäinnen | Magnus Eliasson      | Michael Dickert      |
| 2007  | Mikko Kärkkäinnen | Magnus Eliasson      | Christian Wall       |
| 2006  | Mikko Kärkkäinnen | Magnus Eliasson      | Stefan Adamsson      |
| 2005  | Mikko Kärkkäinnen | Magnus Eliasson      | Richard Thomson      |
| 2004  | Magnus Eliasson   | Roland Helle         | Mikko Kärkkäinnen    |
| 2003  | Magnus Eliasson   | Stefan Adamsson      | Roland Helle         |
| 2002  | Magnus Eliasson   | Mats Källberg        | Staffan Ericsson     |
| 2001  | Mikko Kärkkäinnen | Toni Kemppinen       | Mats Källberg        |
| 2001  | Mikko Kärkkäinnen | Toni Kemppinen       | Roland Helle         |

##### Simple dames
| Année | Or                  | Argent                  | Bronze                 |
| ----- | ------------------- | ----------------------- | ---------------------- |
| 2024  | Stine Jacobsen      | Amke Fischer            | Nathalie Vogel         |
| 2023  | Nathalie Vogel      | Myriam Enmer            | Silke Altmann          |
| 2022  | Myriam Enmer        | Astrid Reimer-Kern      | Stine Jacobsen         |
| 2021  | Stine Jacobsen      | Astrid Reimer-Kern      | Nathalie Vogel         |
| 2019  | Christine Seehofer  | Izzy Bramhall           | Zuzana Severinová      |
| 2018  | Christine Seehofer  | Astrid Reimer-Kern      | Bettina Bugl           |
| 2016  | Christine Seehofer  | Amke Fischer            | Nathalie Vogel         |
| 2014  | Zuzana Kubanova     | Bettina Bugl            | Christine Seehofer     |
| 2013  | Nathalie Zeoli      | Sarina Leibig           | Marina Mezentzeva      |
| 2012  | Nathalie Zeoli      | Zuzana Kubanova         | Sarina Leibig          |
| 2011  | Zuzana Kubanova     | Nathalie Zeoli          | Silke Altmann          |
| 2010  | Michaela Björnström | Natalie Lawrence        | Martina Kakosova       |
| 2009  | Michaela Björnström | Marielle van der Woerdt | Martina Kakosova       |
| 2008  | Michaela Björnström | Martina Kakosova        | Linda Jansson          |
| 2007  | Martina Kakosova    | Michaela Björnström     | Linda Jansson          |
| 2006  | Linda Jansson       | Hanna Miestamo          | Martina Kakosova       |
| 2005  | Lilian Druve        | Susanna Lautala-Näykki  | Silke Altmann          |
| 2004  | Sarah McFadyen      | Lilian Druve            | Katy Buchanan          |
| 2003  | Lilian Druve        | Hanna Miestamo          | Susanna Lautala-Näykki |
| 2002  | Lilian Druve        | Susanna Lautala-Näykki  | Anneli Druve           |
| 2001  | Katja Aminoff       | Lilian Druve            | Marina Finth           |

##### Nombre de titres par nation
| Pays            | Titres | Homme | Premier | Dernier | Femme | Première | Dernière | Joueurs |
| --------------- | ------ | ----- | ------- | ------- | ----- | -------- | -------- | ------- |
| Finlande        | 10     | 6     | 2010    | 2001    | 4     | 2001     | 2010     | 3       |
| Danemark        | 8      | 6     | 2013    | 2021    | 2     | 2021     | 2024     | 2       |
| Suède           | 8      | 4     | 2002    | 2012    | 4     | 2002     | 2006     | 4       |
| Royaume-Uni     | 5      | 4     | 2011    | 2024    | 1     | 2004     | 2004     | 3       |
| Autriche        | 4      | 1     | 2009    | 2009    | 3     | 2016     | 2019     | 2       |
| Tchécoslovaquie | 3      | -     | 2009    | 2009    | 3     | 2007     | 2014     | 2       |
| Allemagne       | 3      | -     | 2009    | 2009    | 3     | 2012     | 2023     | 2       |
| France          | 1      | -     | 2009    | 2009    | 1     | 2022     | 2022     | 1       |

#### Double

##### Double hommes
| Année | Or                                 | Argent                              | Bronze                              |
| ----- | ---------------------------------- | ----------------------------------- | ----------------------------------- |
| 2024  | Luke Griffith Leon Griffith        | Morten Jaksland Kresten Hougaard    | Max Holdehaver Malte Thyregod       |
| 2023  | Luke Griffith Leon Griffith        | Morten Jaksland Kresten Hougaard    | Koen Hageraats Nicolas Lenggenhager |
| 2022  | Luke Griffith Leon Griffith        | Morten Jaksland Kresten Hougaard    | Lukas Windischberger Michi Dickert  |
| 2021  | Luke Griffith Calum Reid           | Pekka Kainulainen Henrik Mustonen   | Morten Jaksland Kresten Hougaard    |
| 2019  | Morten Jaksland Kresten Hougaard   | Arnaud Génin Cédric Junillon        | Cornelius Radermacher Calum Reid    |
| 2018  | Thorsten Deck Christian Wiessner   | Georg Stoisser Lukas Windischberger | Morten Jaksland Kresten Hougaard    |
| 2016  | Kasper Jønsson Jesper Ratzer       | Christian Austaller Georg Stoisser  | Thorsten Lentfer Christian Wiessner |
| 2014  | Kasper Jønsson Jesper Ratzer       | Michi Dickert Christoph Krenn       | Nikolay Angelov Stelian Stankov     |
| 2013  | Kasper Jønsson Jesper Ratzer       | Michi Dickert Christoph Krenn       | Thorsten Deck Markus Zeoli          |
| 2012  | Kasper Jønsson Jesper Ratzer       | Nikolay Angelov Stelian Stankov     | Marcel Weigl Joey Schubert          |
| 2011  | Mikko Kärkkäinen Ismo Rönkkö       | Michi Dickert Christoph Krenn       | Joey Schubert Alex Köpf             |
| 2010  | Michi Dickert Christoph Krenn      | Joey Schubert Alex Köpf             | Stefan Jezler Paul Twisterling      |
| 2009  | Mikko Kärkkäinen Ismo Rönkkö       | Oliver Kudicke Petr Vesely          | Michi Dickert Christoph Krenn       |
| 2008  | Michi Dickert Christoph Krenn      | Marcel Weigl Mikko Kärkkäinen       | Rickard Persson Stefan Adamsson     |
| 2007  | Michi Dickert Christoph Krenn      | Oliver Kudicke Petr Vesely          | Calum Reid Marcel Weigl             |
| 2006  | Mathias Fagerström Rickard Persson | Hendrik Hakansson Christian Wall    | Michi Dickert Christoph Krenn       |

##### Double dames
| Année | Or                                        | Argent                                     | Bronze                                     |
| ----- | ----------------------------------------- | ------------------------------------------ | ------------------------------------------ |
| 2024  | Amke Fischer Anna-Klara Ahlmer            | Pauline Cavé Kirsten I. Kaptein            | Kaisu Anttila Linnea Koskinen              |
| 2023  | Izzy Bramhall Stine Jacobsen              | Amke Fischer Natalie Paul                  | Stephanie Chung Joanne Schickerling        |
| 2022  | Stine Jacobsen Zuzana Severinová          | Myriam Enmer Anna-Klara Ahlmer             | Martina Meißl Irina Olsacher               |
| 2021  | Stine Jacobsen Zuzana Severinová          | Amke Fischer Natalie Paul                  | Bettina Bugl Christine Seehofer            |
| 2019  | Bettina Bugl Christine Seehofer           | Nicole Eisler Zuzana Severinová            | Silke Altmann Amke Fischer                 |
| 2018  | Natalie Paul Christine Seehofer           | Anna-Klara Ahlmer Izzy Bramhall            | Bettina Bugl Nicole Eisler                 |
| 2016  | Natalie Paul Christine Seehofer           | Amke Fischer Martina Meißl                 | Lieselot De Bleeckere Line Irby Nørregaard |
| 2014  | Zuzana Kubanova Christine Seehofer        | Lieselot De Bleeckere Natalie Paul         | Bettina Bugl Lina Lindholm                 |
| 2013  | Zuzana Kubanova Christine Seehofer        | Joyce Farro-Crouse Marielle Van Der Woerdt | Lilian Druve Sarina Leibig                 |
| 2012  | Zuzana Kubanova Simone Seitz              | Nicole Eisler Isabelle Tyrrell             | Anneli Andersson Lina Lindholm             |
| 2011  | Carina Björnström Michaela Björnström     | Magda Kaminska Marta Jez                   | Natalie Lawrence Kerstin Peckl             |
| 2010  | Michaela Björnström Marielle v. d. Woerdt | Simone Seitz Eva Hrabina                   | Andrea Scharnagl Silke Altmann             |
| 2009  | Martina Kakosova Zuzana Kubanova          | Michaela Björnström Kerstin Peckl          | Eva Hrabina Rita Horvath                   |
| 2008  | Martina Kakosova Linda Jansson            | Agata Doroszkiewicz Sylwia Borek           | Karolina Pechova Katerina Sodomkova        |
| 2007  | Jana Lubasova Radka Pelikanova            | Karin Geertsma Irene Seifert               | Agata Doroszkiewicz Krystyna Szwajkovska   |

##### Double mixte
| Année | Or                                      | Argent                                   | Bronze                               |
| ----- | --------------------------------------- | ---------------------------------------- | ------------------------------------ |
| 2024  | Anna-Klara Ahlmer Luke Griffiths        | Amke Fischer Leon Griffiths              | Pauline Cavé Henrik Mustonen         |
| 2023  | Myriam Enmer Luke Griffiths             | Stine Jacobsen Cornelius Radermacher     | Anna-Klara Ahlmer Malte Thyregod     |
| 2022  | Zuzana Severinová Leon Griffiths        | Nathalie Vogel Morten Jaksland           | Stine Jacobsen Cornelius Radermacher |
| 2021  | Christine Seehofer Morten Jaksland      | Stine Jacobsen Cornelius Radermacher     | Amke Fischer Leon Griffiths          |
| 2019  | Christine Seehofer Dan Busby            | Astrid Reimer-Kern Kresten Hougaard      | Lieselot De Bleeckere Peter Duyck    |
| 2018  | Christine Seehofer Lukas Windischberger | Astrid Reimer-Kern Kresten Hougaard      | Anna-Klara Ahlmer Morten Jaksland    |
| 2016  | Natalie Paul Jesper Ratzer              | Lina Lindholm Kasper Jønsson             | Amke Fischer Stefan Adamsson         |
| 2014  | Natalie Paul Jesper Ratzer              | Lina Lindholm Kasper Jønsson             | Amke Fischer Stefan Adamsson         |
| 2013  | Zuzana Kubanova Christoph Krenn         | Nathalie Zeoli Jesper Ratzer             | Dawn Foxhall Peter Duyck             |
| 2012  | Zuzana Kubanova Christoph Krenn         | Nathalie Zeoli Jesper Ratzer             | Zsofia Troznai Levente Nandori       |
| 2011  | Marta Jez Joey Schubert                 | Silke Altmann Alex Köpf                  | Agata Doroskiewicz Krystof Samonek   |
| 2010  | Michaela Björnström Mikko Kärkkäinen    | Marielle van der Woerdt Paul Twisterling | Anneli Andersson Stefan Adamsson     |
| 2009  | Michaela Björnström Mikko Kärkkäinen    | Katerina Sodomkova Petr Vesely           | Joyce Crouse Alwin Krist             |
| 2008  | Michaela Björnström Mikko Kärkkäinen    | Linda Jansson Johan Porsborn             | Martina Kakosova Radim Socher        |
| 2007  | Michaela Björnström Mikko Kärkkäinen    | Zsofia Troznai Christoph Krenn           | Martina Kakosova Radim Socher        |
| 2006  | Katy Buchanan Calum Reid                | Lilian Druve Joachim Nilsson             | Natalie Lawrence David Greatorex     |

#### Par équipe
| Année | Or          | Argent      | Bronze      |
| ----- | ----------- | ----------- | ----------- |
| 2024  | Suède       | Royaume-Uni | Allemagne   |
| 2023  | Danemark    | Royaume-Uni | France      |
| 2022  | Allemagne   | Autriche    | Danemark    |
| 2019  | Royaume-Uni | Allemagne   | Danemark    |
| 2018  | Autriche    | Royaume-Uni | Allemagne   |
| 2016  | Danemark    | Autriche    | Suède       |
| 2014  | Suède       | Danemark    | Autriche    |
| 2013  | Allemagne   | Autriche    | Suède       |
| 2012  | Autriche    | Allemagne   | Suède       |
| 2011  | Finlande    | Suède       | Pologne     |
| 2010  | Autriche    | Finlande    | Allemagne   |
| 2009  | Pologne     | Autriche    | Finlande    |
| 2008  | Suède       | Finlande    | Finlande    |
| 2007  | Suède       | Allemagne   | Finlande    |
| 2006  | Suède       | Autriche    | Allemagne   |
| 2005  | Suède       | Autriche    | Finlande    |
| 2004  | Suède       | Allemagne   | Royaume-Uni |
| 2003  | Suède       | Finlande    | Royaume-Uni |
| 2002  | Suède       | Finlande    | Royaume-Uni |

## Le racketlon en France

### Le développement
En juin 2014, le premier tournoi de racketlon sur le sol français voit le jour à Talence (33) sous l’impulsion de deux anciens membres du top 20 français de badminton : Jérémie Puyo et Jean-Brice Montagnon. L'association Racketlon France (RF) est créée à l'occasion du 1er tournoi de Poitiers en juillet 2015, et présidée par Jean-Brice Montagnon.
Dans les années qui suivent, les premiers clubs sont créés permettant d'ancrer davantage la pratique du racketlon : Montreuil en 2016, Lyon-Bron en 2019, Bourg-lès-Valence en 2019, La Roche-sur-Yon en 2020, Sallanches et Strasbourg en 2023.
Quinze tournois officiels ont été organisés en 2022, vingt-et-un tournois en 2023 dont la 1ère édition des championnats de France, et vingt-quatre en 2024.

### Pratiquants français

Delphine Lansac, athlète olympique, a participé au racketlon de Bron en 2022.

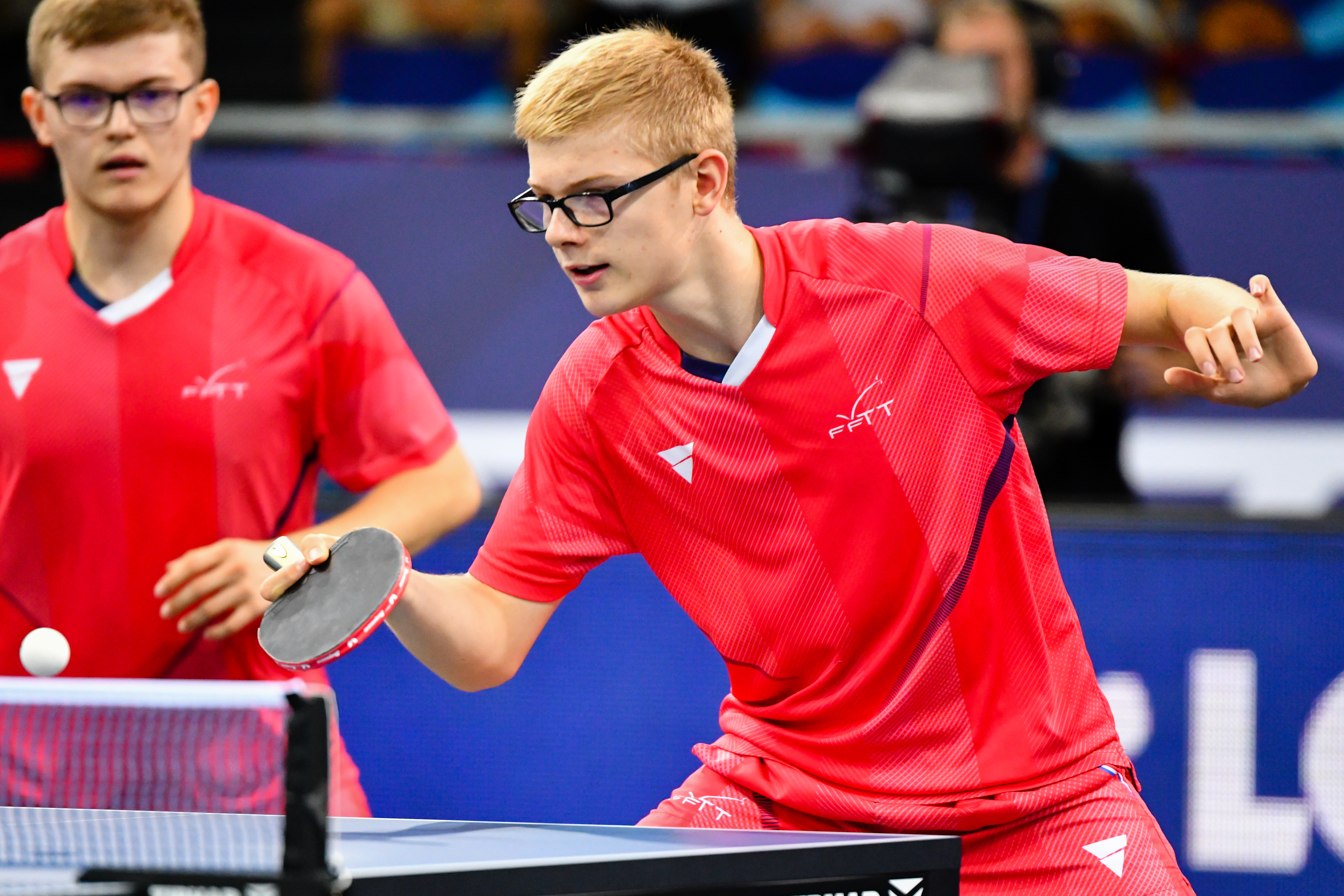
Félix Lebrun a participé au racketlon de Valence en 2020

Parmi les meilleures joueuses et joueurs français, on retrouve Myriam Enmer, Flore Allègre, Sylvain Ternon, Damien André et Lucas Steyer.

Damien André a remporté 14 tournois de suite (73 victoires au total) sur le circuit français.

Plusieurs joueurs et joueuses de haut niveau dans leur sport ont également participé à des tournois français de racketlon, notamment : 
- Au tennis de table: Félix Lebrun[16] (top 20 mondial), Julien Pietropaoli (ancien top 50 français), Mathieu de Saintilan et Laurent Cova (top 100 français);
- Au badminton: Delphine Lansac (ancienne top 50 mondial en SD), Ronan Labar (ancien top 20 mondial en DMX), Lucas Corvée (ancien top 50 mondial en SH et DH);
- Au squash: Laurence Bois (ancienne n°2 française);
- Au tennis: Lou Adler[17] (ancienne top 30 française).

### Championnats de France
Depuis 2023, il existe un championnat de France officiel. La première édition en 2023 s'est tenue à Sucy-en-Brie avec comme parrain Patrick Chila. La deuxième édition s'est déroulée à Montreuil avec comme parrain Yannick Noah. La troisième édition aura lieu à La Roche-sur-Yon.

Yannick Noah qui assiste à la finale homme 2024.

#### Palmarès des championnats de France élite homme
| Année | Médaille d'or  | Médaille d'argent | Médaille de bronze              |
| ----- | -------------- | ----------------- | ------------------------------- |
| 2024  | Sylvain Ternon | Damien André      | Mandrin Mouchet                 |
| 2023  | Sylvain Ternon | Damien André      | Josselin Gadé Anthony Duthuillé |

#### Palmarès des championnats de France élite femme
| Année | Médaille d'or | Médaille d'argent | Médaille de bronze           |
| ----- | ------------- | ----------------- | ---------------------------- |
| 2024  | Myrian Enmer  | Pauline Cavé      | Aurélie Haurant              |
| 2023  | Myriam Enmer  | Flore Allègre     | Aurélie Haurant Pauline Cavé |

### Performance des joueurs français à l'international
Le racketlon français s'est illustré à plusieurs reprises aux championnats du monde. En 2019, Arnaud Génin décroche la médaille de bronze en simple homme élite et la médaille d'argent en DH élite avec Cédric Junillon. En 2022, Myriam Enmer devient championne du monde en simple dame élite et en 2023, elle remporte le double mixte en compagnie de l'anglais Luke Griffith. En 2023, l'équipe de France atteint une troisième place historique dans la compétition par équipe. En 2024, Sylvain Ternon, défait en finale par Luke Griffith, remporte la médaille d'argent.

Sylvain Ternon, meilleur joueur français, faisant jeu égal face au champion du monde Luke Griffith en 2023.

L'équipe de France qui décroche une médaille de bronze historique aux championnats du monde de 2023.

Myriam Enmer, première française à devenir championne du monde en 2022.